# Telefonhörer

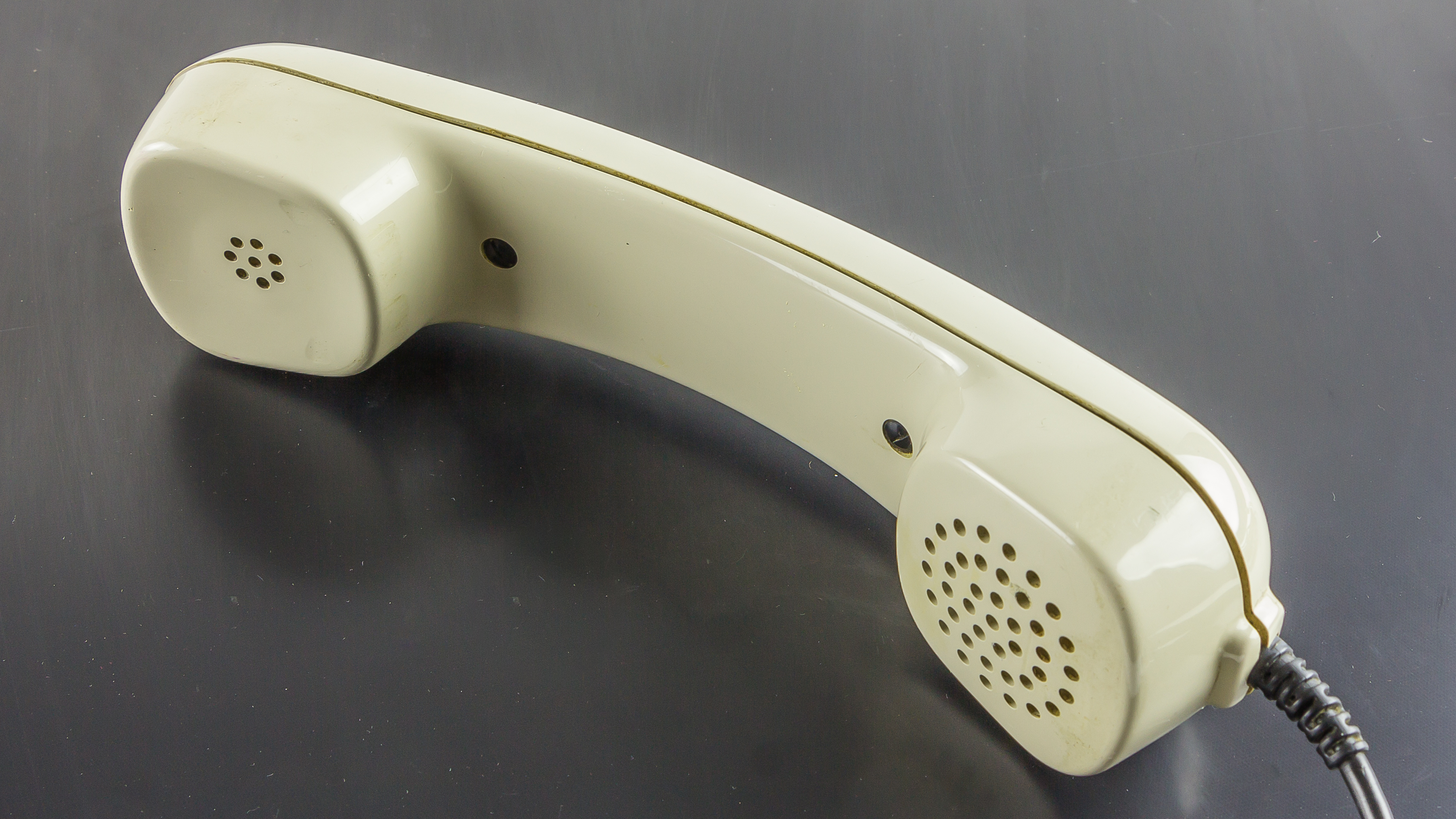
Telefonhörer

Ein Telefonhörer ist der Teil eines Telefons, der zum Hören und Sprechen benutzt wird. Im engeren Sinne ist die Bezeichnung „Telefonhörer“ unzutreffend, die in der Fernmeldetechnik gebräuchliche Bezeichnung lautet deshalb auch Handapparat, in der Schweiz auch Mikrotel wegen der zwei Komponenten Mikrofon und der als Telefon bezeichneten Hörkapsel. Im Fachjargon wird der Handapparat wegen seiner typischen Form auch Knochen genannt. Durch Abheben des Handapparates wird im Telefon der Gabelumschalter betätigt, es fließt der Schleifenstrom von wenigen mA, daraufhin wird in der Vermittlungsstelle eine Verbindung zum Telefonnetz hergestellt.

## Geschichte

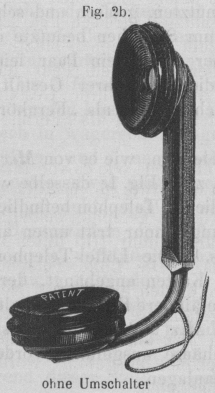
„Mikrotelephon“ von Mix & Genest, 1889

Ein Handapparat mit Mikrofon und Fernhörer (Lautsprecher) in einer Einheit wurde 1887 von Mix & Genest vorgestellt. Diese Erfindung wurde anfänglich als „Doppeltelephon“, später als „Mikrotelephon“ bezeichnet. Ab 1892 bot auch Ericsson Mikrotelefone an und hatte damit schnell großen Erfolg.
Vor dieser Zeit war das Mikrofon meistens am Wandapparat fest mit dem Einsprechtrichter installiert. Bei vielen Fernsprechern war dieser Trichter auch in der Höhe verstellbar angeordnet, der Fernhörer (Lautsprecher) war mit einer Schnur ausgestattet und wurde an das Ohr gehalten.

## Aufbau
Beim Handapparat handelt es sich um eine technische Einheit aus der Sprechmuschel (Halterung für das Mikrofon), der Hörmuschel (Halterung für die Hörkapsel) sowie einem Griffstück dazwischen. In der Regel ist er durch eine Wendel-Telefonschnur mit dem Telefonapparat verbunden.

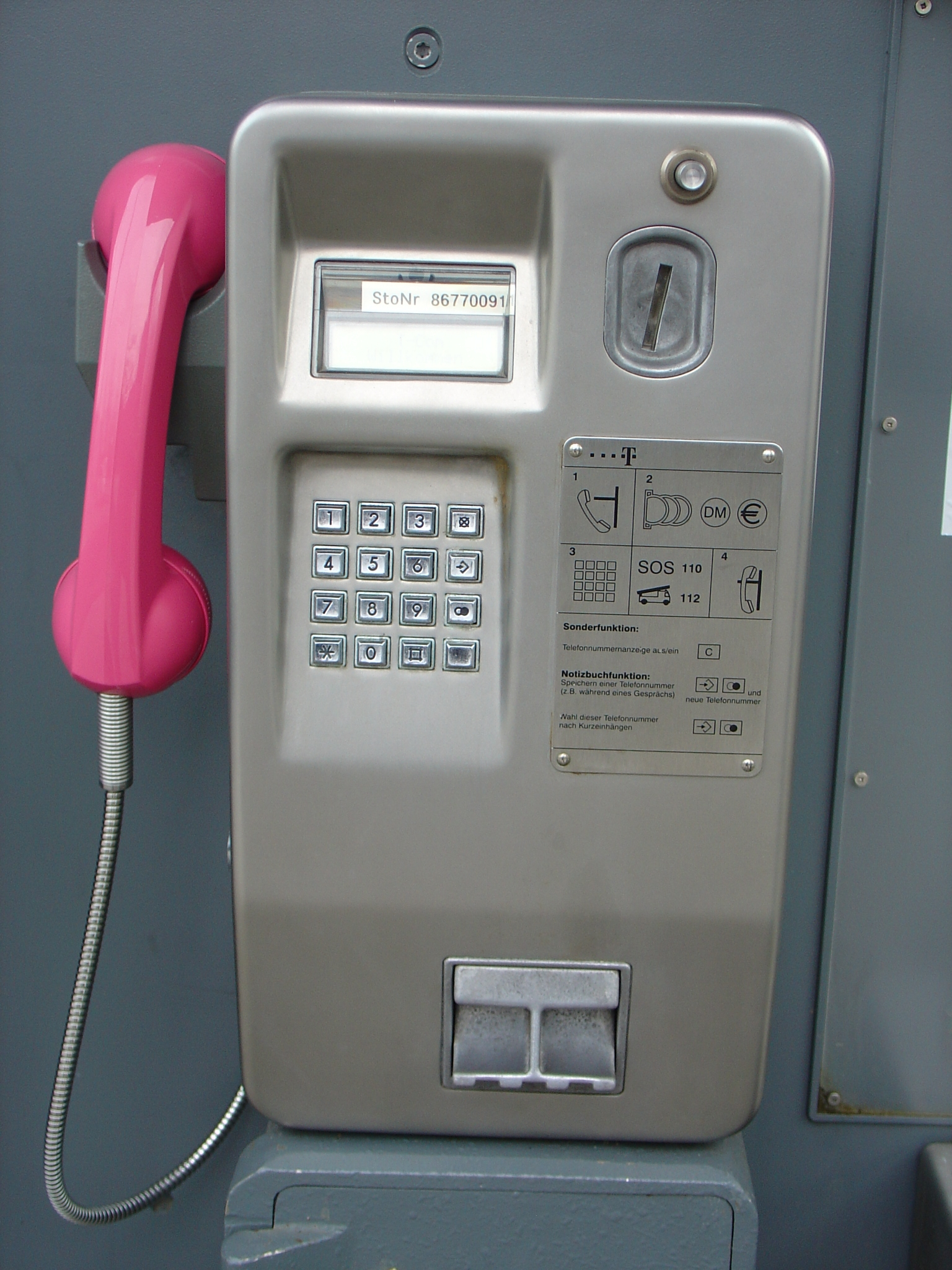
Magentafarbener Handapparat an einem Münzfernsprecher der Deutschen Telekom
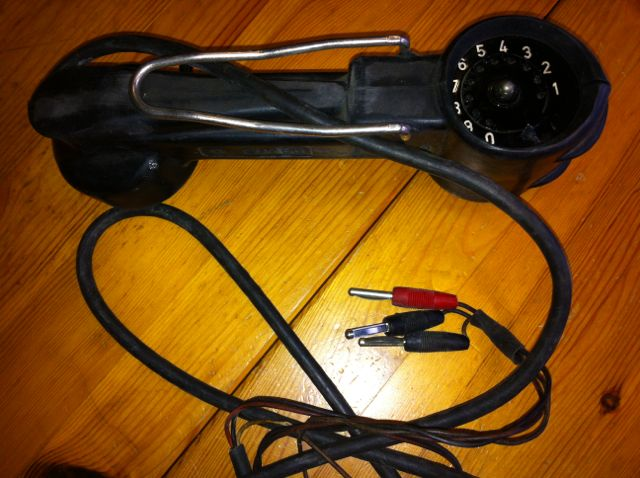
Prüfhandapparat für Entstörer
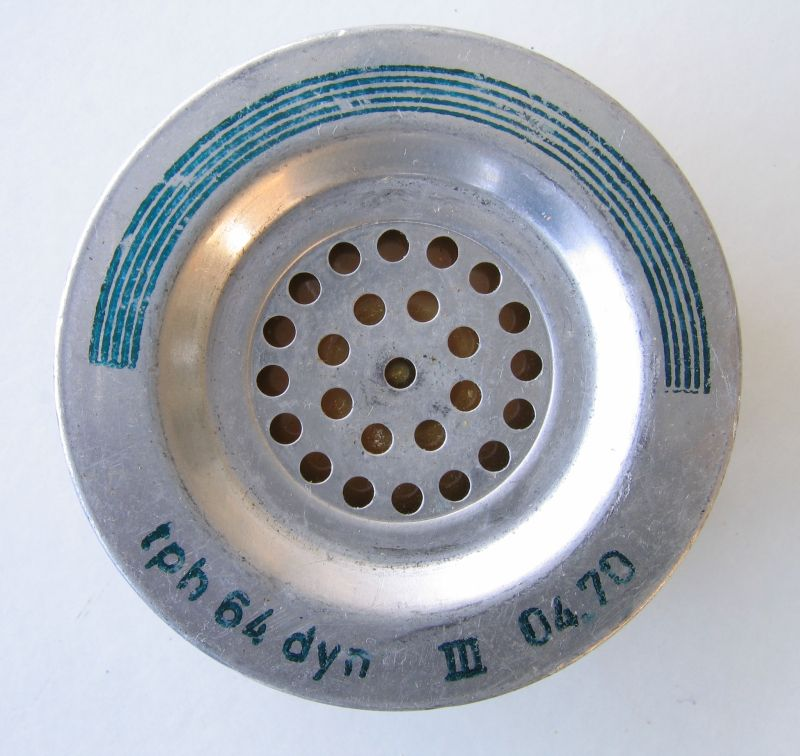
Hauptbestandteile eines Handapparats aus den 1970ern: Hörkapsel und …
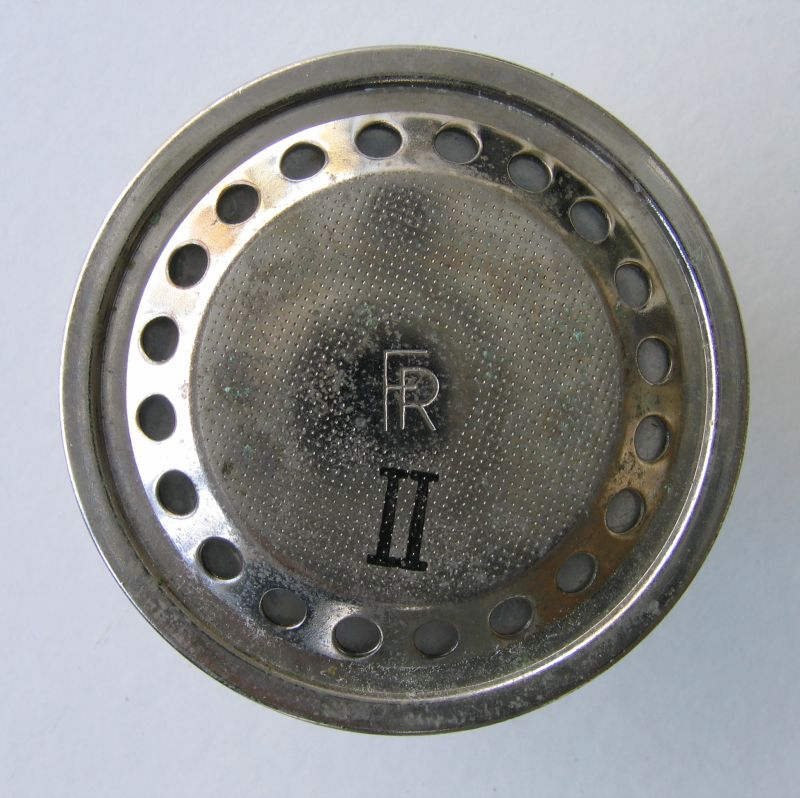
… Kohlemikrofon

## Weiterentwicklungen
Bis in die 1970er Jahre wurden als Schallaufnehmer Kohlemikrofone verwendet; diese wurden dann aufgrund der besseren Sprachqualität durch Wandler mit integrierten elektronischen Verstärkern ersetzt. Da Kohlemikrofone eine Betriebsspannung benötigen, wurde diese zur Versorgung des Verstärkers benutzt und die Mikrofone konnten 1:1 ausgetauscht werden.
Aufgrund der fortschreitenden Miniaturisierung ist es möglich, Teile der Telefontechnik in den Handapparat auszulagern. Schnurlose Telefone enthalten schon wesentliche Teile des Telefons, vor allem die Tastatur, benötigen aber noch eine Basisstation, um die Verbindung zum Telefonnetz herzustellen.
Ein Mobiltelefon hat die Form eines Handapparates, ist aber ein vollwertiges Telefon, das eine Verbindung zu entsprechenden Telefonnetzen herstellen kann. Eine Alternative zum Handapparat ist das Headset, bei dem der Benutzer beide Hände frei hat.

## In der Popkultur
Bei den meisten Konzerten der Secret World Tour von Peter Gabriel 1993–94 folgte auf die instrumentale Eröffnung eine rote, beleuchtete britische Telefonzelle, die sich von der ersten quadratischen Bühne erhob, mit Peter Gabriel darin, der das Lied Come Talk to Me in einen Telefonhörer sang. Zu Gabriel gesellten sich entweder Sinéad O’Connor oder Paula Cole, die von der zweiten runden Bühne ins Licht aufstiegen, um Backgroundgesang zu singen. Gabriel tauchte aus der Telefonzelle auf und strebte seinem weiblichen Gegenüber mit dem straff gespannten Hörerkabel entgegen, wobei er sich immer weiter aus der Telefonzelle herauszog, während er sich über den beide Bühnen verbindenden Rollsteig in Richtung der kreisförmigen Bühne bewegte. Ein Bild eines Telefonhörers wurde von Martha Ladly (ehemals Martha and the Muffins) auch für das Cover des Livealbums Secret World Live dieser Tournee verwendet. Das Album wurde 1994 für den Grammy Award in der Kategorie Best Record Sleeve Packaging Design nominiert.